# Независно блокирајући диференцијал
Независно блокирајући диференцијал (енгл. Limited-slip differential) је диференцијал који омогућава да се две полуосовине окрећу различитим брзинама али ограничава максималну разлику брзина те две полуосовине. Нпр. овај диференцијал спречава да се један точак окреће у празно а други ни мало већ преноси бар 20% обртног момента на точак који не проклизава. Ово се све одвија аутоматски без људске интервенције.